# Ngcobo
Ngcobo (anciennement Engcobo) est une municipalité locale située dans le district de Chris Hani, dans la province du Cap oriental, en Afrique du Sud. En 2011, sa population est de 9 835 habitants.

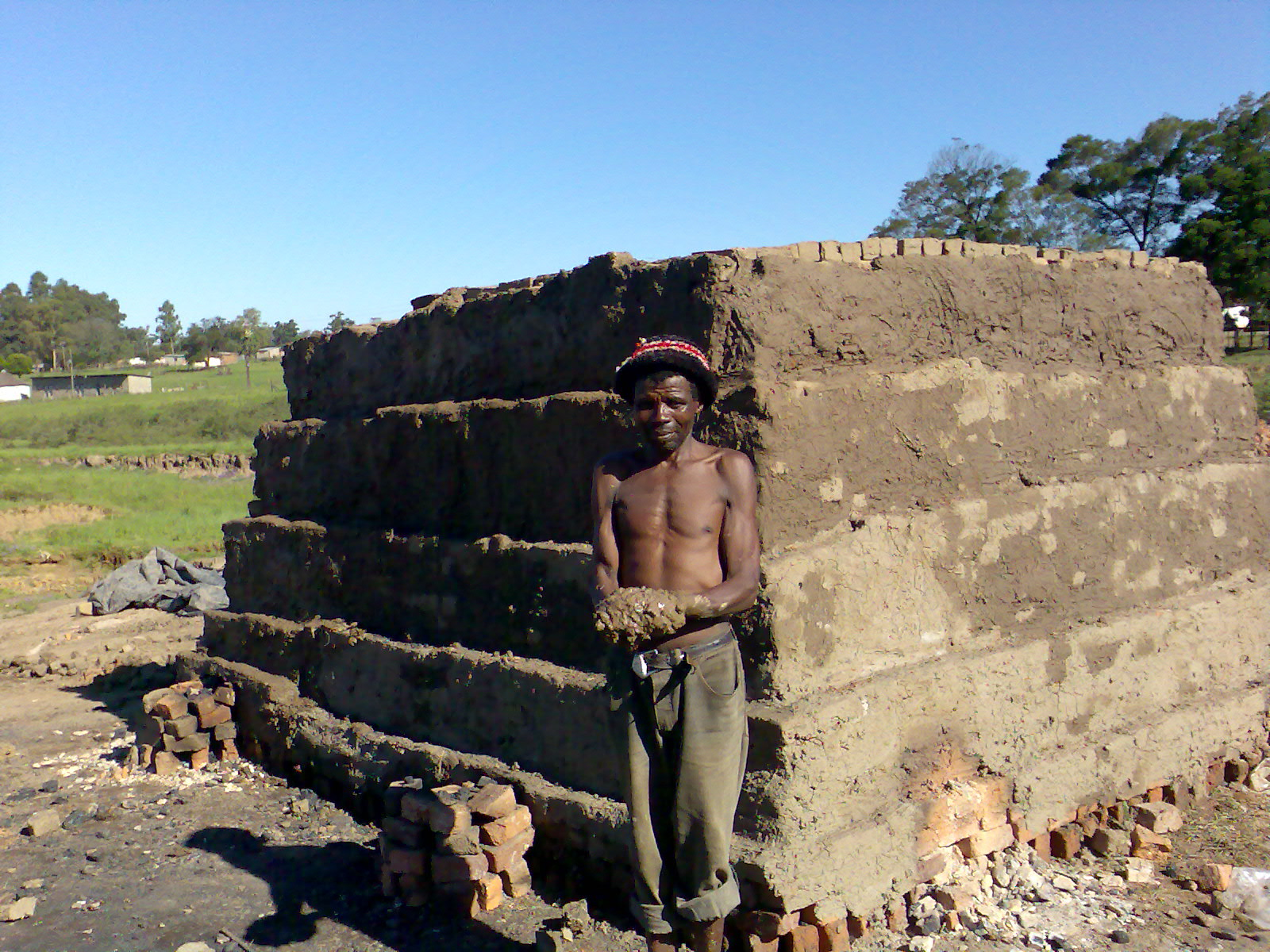
Briquetier Xhosa au four près de Ngcobo dans l'ancien Transkei au 21e siècle.

## Source
- (en) Cet article est partiellement ou en totalité issu de l’article de Wikipédia en anglais intitulé « Ngcobo » (voir la liste des auteurs).